# Keipiluoto
Keipiluoto är en ö i Finland. Den ligger i sjön Joutsijärvi och i kommunen Ulvsby i den ekonomiska regionen  Björneborgs ekonomiska region  och landskapet Satakunta, i den sydvästra delen av landet, 210 km nordväst om huvudstaden Helsingfors. Öns area är 0,7 hektar och dess största längd är 110 meter i sydväst-nordöstlig riktning.